# Mississippi Adventure
Mississippi Adventure (Crossroads) è un film del 1986 diretto da Walter Hill.
Il film si basa su personaggi realmente esistiti: Robert Johnson, col suo presunto patto satanico, ed il suo amico Willie Brown.
Walter Hill usa il classico tema del viaggio catartico del giovane che accompagna il vecchio, traendone insegnamenti di vita, per comporre un quadro affascinante della musica blues, vera protagonista della pellicola. Affida la gestione musicale al famoso musicista blues Ry Cooder, che ne produce anche la colonna sonora, ed i ruoli principali ad un acerbo ma convincente Ralph Macchio, appena uscito dal successo di Karate Kid, ed al più maturo Joe Seneca, che interpreta personalmente le proprie canzoni nel film. 
Altro musicista di rilievo è Steve Vai, chitarrista affermato che affronta il personaggio di Eugene nel duello finale.

## Trama
Eugene, che si fa chiamare "Talent Boy" ("Lightning Boy" in originale), è un giovane chitarrista e studente alla Juilliard School di New York che sogna di diventare un famoso bluesman. Quando scopre che in un ospizio della sua città vive Willie Brown, un grande mito del blues, fa di tutto per farselo amico e per diventare un grande chitarrista.
Willie Brown, dopo un primo rifiuto, si lascia contagiare dall'entusiasmo del ragazzo, ed insieme cominciano un'avventura che li porterà nel Mississippi, ove nacque il blues.
Eugene sa che Willie in gioventù è stato amico di Robert Johnson, il leggendario musicista che si dice abbia fatto un patto col Diavolo per poter suonare la chitarra come nessun altro al mondo; sa anche che Johnson ha inciso solo 29 canzoni sulle 30 pattuite, e spera che Willie possa insegnargli la canzone perduta.
Ma anche il vecchio Willie a suo tempo fece un patto col Diavolo, anche se la sua sorte fu diversa dall'amico Johnson: il ritorno nel Mississippi sarà per lui l'occasione di fare un bilancio della propria vita e ... di riaffrontare il Diavolo.

## Produzione

### Riprese
Il film è girato fra New York, il Mississippi e gli studi Burbank in California, le riprese sono iniziate il 15 aprile 1985 e terminarono a giugno dello stesso anno.

## Distribuzione
Il film uscì negli USA il 14 marzo 1986 mentre in Italia è uscito il 20 agosto 1987.

## Colonna sonora
La musica originale del film è curata da Ry Cooder, che compone la canzone Feelin' Bad Blues, arrangia ed esegue Cross roads di Robert Johnson, scrive ed esegue con Joe Seneca il brano Willie Brown Blues, e con Steve Vai i brani Butler's Bag e Head Cuttin' Duel (che rappresentano la sfida finale nel film).
Lo stesso Steve Vai scrive ed esegue Eugene's Trick Bag, il brano che esegue il personaggio di Ralph Macchio nel finale, rifacendosi al Capriccio Op.1 #5 di Niccolò Paganini.

## Riconoscimenti
- Flanders International Film Festival